# Arnold Lucien Montandon
Arnold Lucien Montandon (ur. 12 listopada 1852 w Besançon, zm. 1 marca 1922 w Jassach lub w Cernavodej) – francuski entomolog (specjalizujący się w heteropterologii) i malakolog.

## Życiorys
Urodził się w 1852 roku we francuskim Besançon, w rodzinie zagarmistrzów i wynalazców. W 1837 roku osiadł na stałe w Rumunii, gdzie przez wiele lat był zarządcą domen królewskich w Broșteni i Sinai. Tam zaczął zajmować się entomologią i malakologią. W latach 1896–1907 asystował Grigoremu Antipie przy organizowaniu muzeum zoologicznego w Bukareszcie, obecnie znanego jako Narodowe Muzeum Historii Naturalnej im. Grigore Antipy. W 1905 roku został członkiem korespondencyjnym Rumuńskiej Akademii Nauk. Zmarł w 1922 roku w Jassach lub Cernavodej.

## Dorobek naukowy
Montandon jest autorem ponad 120 publikacji naukowych, z których niemal wszystkie dotyczą taksonomii pluskwiaków różnoskrzydłych. Opisał w nich ponad 500 nowych dla nauki taksonów rangi gatunkowej. Największy wkład wniósł w poznanie pluskwiaków wodnych właściwych, zajadkowatych, zwińczowatych, wtykowatych i pawężowatych, ale publikował też o innych rodzinach. Uznawany jest za prekursora badań entomologicznych i malakologicznych w południowej i wschodniej części Rumunii.
Był członkiem licznych towarzystw naukowych. Odznaczony został przez Karola I kawalerskim Orderem Gwiazdy Rumunii oraz Orderem Korony Rumunii.
Jego zbiory znajdują się w wielu różnych placówkach, w tym w Muzeum Historii Naturalnej w Londynie, Narodowym Muzeum Historii Naturalnej im. Grigore Antipy w Bukareszcie, Snow Museum Uniwersytetu Kansas, California Academy of Sciences w San Francisco oraz Narodowym Muzeum Historii Naturalnej w Waszyngtonie.